# Michaił Chilinski
Michaił Chilinski (ur. 25 grudnia 1910?/7 stycznia 1911 w miejscowości Fastowiec w obwodzie kijowskim na Ukrainie) – generał brygady ludowego Wojska Polskiego, oficer sztabowy armii ZSRR.

## Życiorys
Urodził się w rodzinie polskiej na Ukrainie. W 1937 ukończył Oficerską Szkołę Piechoty w Kijowie. W 1941 ukończył studia w Akademii Wojskowej im. Frunzego w Moskwie.
Od 7 lipca 1944 pełnił służbę w Wojsku Polskim w stopniu pułkownika dyplomowanego – początkowo jako pomocnik szefa Wydziału Operacyjnego Sztabu Głównego WP, następnie jako starszy pomocnik szefa Oddziału Operacyjnego Sztabu Głównego WP – do końca wojny.
Po wojnie od 6 października 1945 był szefem Wydziału Operacyjnego Dowództwa Okręgu Wojskowego nr V w Krakowie. Od kwietnia 1947 był szefem sztabu Grupy Operacyjnej „Wisła”. Z kolei pełnił obowiązki kierownika grupy wykładowców taktyki Akademii Sztabu Generalnego WP. Następnie dowodził 9 Dywizją Piechoty w Rzeszowie – od 1 października 1947 do 16 kwietnia 1948. Z kolei do 27 kwietnia 1949 był szefem sztabu Dowództwa Okręgu Wojskowego nr VII w Lublinie. Od 1 maja 1949 pełnił służbę jako szef Wojskowego Instytutu Geograficznego, następnie przeformowanego w Zarząd IX Topograficzny Sztabu Generalnego WP – do 29 grudnia 1950. Od stycznia 1951 był zastępcą, następnie – szefem Głównego Zarządu Wyszkolenia Bojowego WP – od 15 listopada 1951 – do 20 września 1958. Na tym stanowisku w dniu 31 maja 1954 awansował na stopień generała brygady. W latach 1952–1953 przebywał na Wyższym Kursie Akademickim przy Akademii Sztabu Generalnego Sił Zbrojnych ZSRR. Następnie powrócił do ZSRR.

## Odznaczenia
- Order Sztandaru Pracy II klasy – 1958
- Krzyż Komandorski Orderu Odrodzenia Polski – 1954
- Order Krzyża Grunwaldu III klasy – 1945
- Krzyż Kawalerski Orderu Virtuti Militari – 1968
- Krzyż Oficerski Orderu Odrodzenia Polski – 1946[2]
- Złoty Krzyż Zasługi – 1947
- Krzyż Walecznych – 1947
- Srebrny Krzyż Zasługi – 1946
- Srebrny Medal „Siły Zbrojne w Służbie Ojczyzny” – 1954
- Brązowy Medal Siły Zbrojne w Służbie Ojczyzny – 1951
- Medal za Odrę, Nysę, Bałtyk
- Medal za Warszawę 1939–1945
- Order Czerwonego Sztandaru (ZSRR) (1944)
- Order Wojny Ojczyźnianej I stopnia (ZSRR) (1944)
- Order Czerwonej Gwiazdy (ZSRR)
- Medal „Za zasługi bojowe” (ZSRR) (1944)
- Medal „Za zwycięstwo nad Niemcami w Wielkiej Wojnie Ojczyźnianej 1941–1945” (ZSRR) (1945)